# Thomas Hood (poeta)
Thomas Hood (Londra, 23 maggio 1799 – 3 maggio 1845) è stato un poeta e umorista inglese.

## Biografia
Nacque a Londra in una famiglia di librai di origini scozzesi e svolse gli studi presso Islington.
Il suo stile e i suoi gusti letterari si possono suddividere in varie fasi creative: nella prima, agli esordi della carriera, Hood anticipò alcuni elementi tardo-romantici e del decadentismo ispirandosi alle opere di William Wordsworth, di Samuel Coleridge e soprattutto di John Keats, prediligendo nella stesura dei suoi versi il culto della bellezza.
In un secondo periodo Hood raggiunse una sua più riuscita dimensione poetica accostandosi all'umorismo e alle liriche eroicomiche, distinguendosi per le idee vivaci e argute, come nell'opera Miss Kilmansegg and Her Precious Leg, con la quale riscosse successo di pubblico e di critica. La trama del poemetto evidenziò il pensiero ed il gusto umoristico di Hood e difatti lo scopo dell'opera è ironizzare sull'utilità e sull'importanza di alcuni valori mondani, quali il potere e la ricchezza.
Inoltre Hood scrisse poesie d'impegno e di denuncia sociale, come Il canto della camicia (Song of the shirt, 1843), Odi e discorsi alla gente importante (Odes and addresses to great people, 1825), Capricci e stranezze (Whims and oddities, 1826 e 1827), con le quali ottenne grande notorietà.
Fondò numerosi periodici, tra cui lo Hood's Magazine, su cui scrissero Robert  Browning, Charles Dickens e Edward Bulwer-Lytton, oltreché le Comic Annual che furono molto popolari.

## Opere
- Odes and Addresses to Great People, 1825
- Whims and Oddities, due serie, 1826 and 1827
- The Plea of the Midsummer Fairies, hero and Leander, Lycus the Centaur and other Poems, 1827
- The Dream of Eugene Aram, the Murderer, 1831
- Tylney Hall, a novel , 3 vols., 1834
- The Comic Annual, 1830-1842
- Hood's Own, or, Laughter from Year to Year, 1838, second series, 1861
- Up the Rhine, 1840
- Hood's Magazine and Comic Miscellany, 1844-1848
- National Tales , 2 volumi, 1837
- Whimsicalities, 1844